# Achel 5 Blond
Achel 5 Blond  is een van de Achel-bieren, de trappistenbieren uit de huisbrouwerij van de trappistenabdij De Achelse Kluis in Hamont-Achel.
In 1998 zag de Achel 5 als eerste het licht, een blonde ale van hoge gisting met een relatief lage sterkte van 5 graden volumeprocent. Het was bedoeld voor de vele dagjesmensen die de bossen rond de Achelse Kluis bezoeken. Wandelaars en fietsers hebben geen behoefte aan een zwaarder bier. De Achel 5 is dus een dorstlessende doordrinker en geen zware grand cru waar voorzichtig en met smaak aan moet worden genipt. Dit bier werd maar lauw onthaald door de critici, die van een trappist niets minder dan wereldklasse verwachtten.
Achel 5 Blond en Achel 5 Bruin zijn alleen op tap verkrijgbaar in de abdij zelf.
Achel 5 Blond ·
Achel 5 Bruin  ·
Achel 8 Blond ·
Achel 8 Bruin ·
Achel Extra Blond ·
Achel Extra Bruin